# 2 U's naar buiten, 2 U's naar binnen
2 U's naar buiten, 2 U's naar binnen is een tweedelig artistiek kunstwerk staande in het Bos en Lommerplantsoen, Amsterdam Oud-West.
De omgeving van het Bos en Lommerplein onderging in de periode rond 1960 een gedaantewisseling. Dit werd veroorzaakt door de bouw van het GAK-gebouw, ook wel het aquarium. Het gebouw werd in september 1960 officieel geopend, maar de omgeving was er nog niet op aangepast. De reden daarvoor was dat op het voorterrein nog de Adindastraat en Saïdjastraat lagen met daaraan gevestigd een (nood-)school. Voor dat voorterrein hadden architect Enrico Hartsuyker en tuinarchitecte Mien Ruys al een ontwerp klaar liggen met vijver en pergola, maar Amsterdam had de noodschool nog nodig. In 1963 was het dan zover de school kon gesloopt worden en eindelijk kon het voorterrein ingericht worden. Op de grens van 1963/1964 werd op dat voorterrein een beeldengalerij of beeldenterras ingericht. Bedoeling was dat vanaf 20 maart 1964 (het werd juni) er een wisselende tentoonstelling werd gehouden rondom een aantal beelden die permanent stonden opgesteld. Op foto’s uit dat jaar is 2 U's naar buiten, 2 U's naar binnen te zien, net als een watertafel,  Leda en de zwaan van Ben Guntenaar (verplaatst naar Emmaplein en een Nereïde van Nic Jonk (verplaatst naar August Allebéplein).
Visser bevond zich voor wat betreft stijl toen in het constructivisme en ging hier aan de slag met U-profielen. Bij de montage van de vlakke U-profielen zijn grove lasnaden te zien ten teken dat er aan deze twee werken hard gewerkt is. De twee stapelingen wijken af; de een heeft een gesloten karakter (openingen in de balken tegenover elkaar) en de ander een open (de bodems van de balken van elkaar af). De bewerkte U-balken staan langs de rand van de vijver.
In de vijver staat nog een creatie van Visser; het is een watertafel. Die watertafel wordt gevormd door in wezen platte vlakken die omdat ze loodrecht op elkaar gemonteerd zijn een driedimensionaal beeld vormen.
De drie beeldhouwwerken met vijver overleefden een vernieuwingsslag in de jaren 2010/2011 naar ontwerp van landschapsarchitect Niek Roozen.

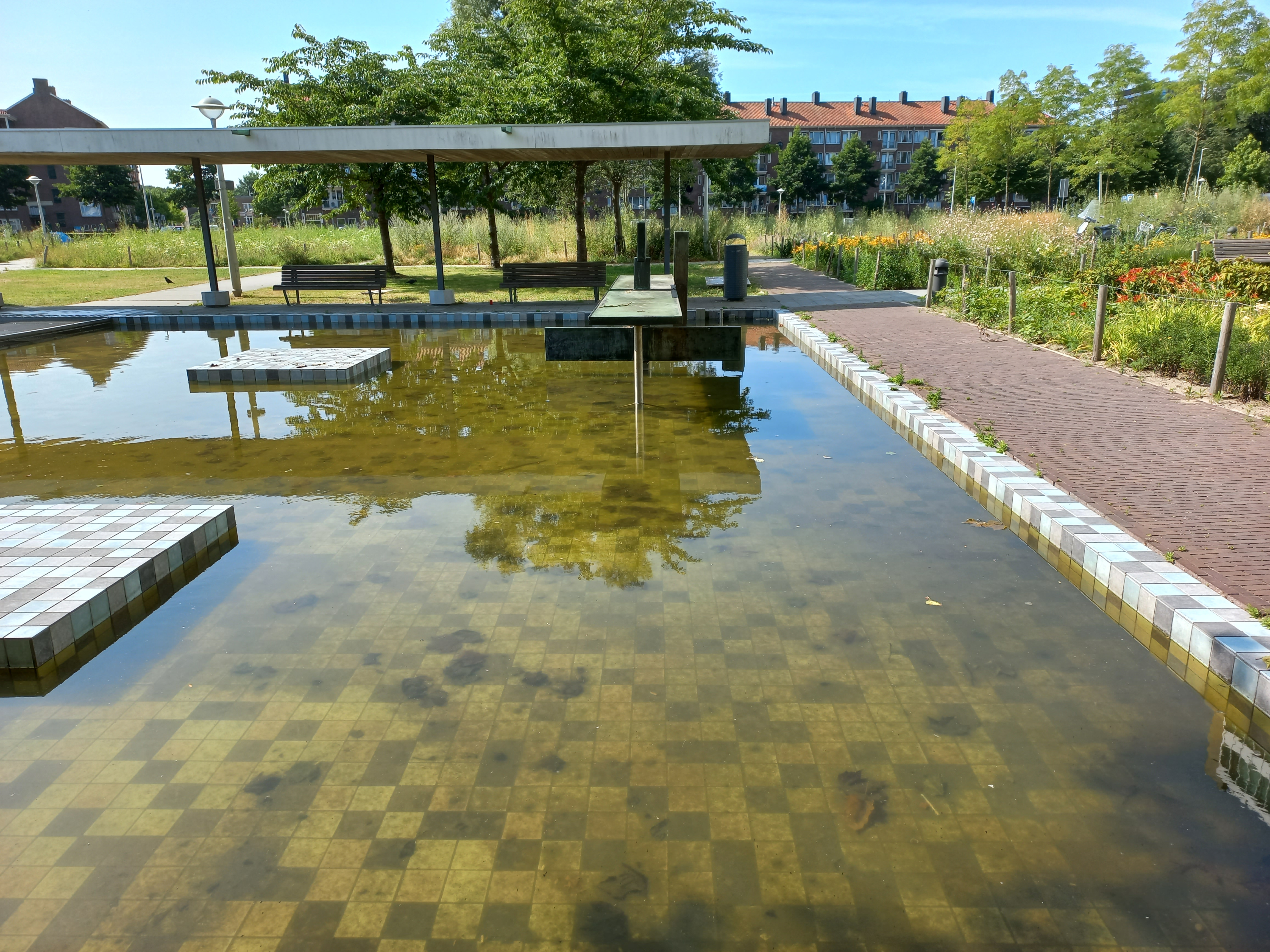
Watertafel (juli 2022)

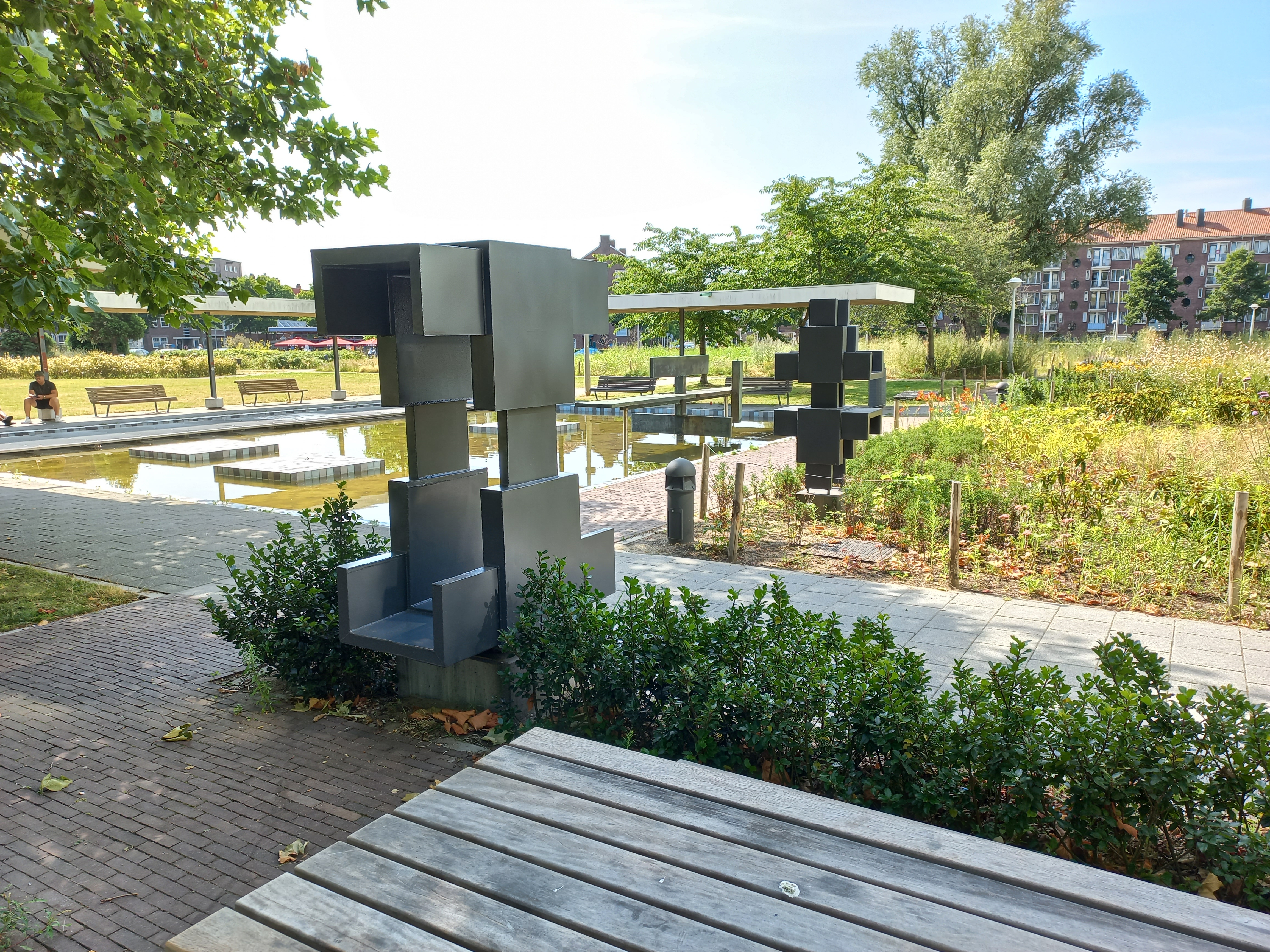
2 U's en watertafel (juli 2022)